# Josef Věntus
Josef Věntus (ur. 17 lutego 1931 w Kylešovicach, zm. 29 grudnia 2001 w Pradze) – czeski wioślarz reprezentujący Czechosłowację, dwukrotny medalista olimpijski.

## Kariera
Wystąpił w ósemkach na igrzyskach olimpijskich w Melbourne w 1956, jednak Czechosłowacy odpadli w półfinałach. Na rozgrywanych cztery lata później igrzyskach olimpijskich w Rzymie osada Czechosłowacji w składzie: Bohumil Janoušek, Jan Jindra, Jiří Lundák, Stanislav Lusk, Václav Pavkovič, Luděk Pojezný, Jan Švéda, Josef Věntus i Miroslav Koníček (sternik) zdobyła brązowy medal w ósemkach. W wyścigu finałowym uplasowali się 7,66 sekundy za Wspólną Reprezentacją Niemiec i o 3,32 sekundy za osadą Kanady. Brał też udział w igrzyskach olimpijskich w Tokio w 1964, gdzie Petr Čermák, Jiří Lundák, Jan Mrvík, Július Toček, Josef Věntus, Luděk Pojezný, Bohumil Janoušek, Richard Nový i Miroslav Koníček ponownie zajęli trzecie miejsce w tej konkurencji. Tym razem w finale dopłynęli do mety 6,88 sekundy za osadą USA i 1,82 sekundy za Wspólną Reprezentacją Niemiec.
Ponadto wywalczył trzy kolejne medale w ósemkach: złoty na mistrzostwach Europy w Bledzie (1956) oraz brązowe na mistrzostwach Europy w Duisburgu (1957) i mistrzostwach Europy w Kopenhadze (1963).